# Irish Open 2024
Die Irish Open 2024 im Badminton fanden vom 13. bis zum 16. November 2024 in Dublin statt.

## Sieger und Platzierte
| Disziplin    | Gold                                    | Silber                               | Bronze                                 |
| ------------ | --------------------------------------- | ------------------------------------ | -------------------------------------- |
| Herreneinzel | Nhat Nguyen                             | Tan Jia Jie                          | Kalle Koljonen                         |
| Herreneinzel | Nhat Nguyen                             | Tan Jia Jie                          | Joakim Oldorff                         |
| Dameneinzel  | Sakura Masuki                           | Rachel Chan                          | Huang Yu-hsun                          |
| Dameneinzel  | Sakura Masuki                           | Rachel Chan                          | Julie Dawall Jakobsen                  |
| Herrendoppel | William Kryger Boe Christian Faust Kjær | Christopher Grimley Matthew Grimley  | Callum Hemming Ethan van Leeuwen       |
| Herrendoppel | William Kryger Boe Christian Faust Kjær | Christopher Grimley Matthew Grimley  | Oliver Butler Samuel Jones             |
| Damendoppel  | Natasja P. Anthonisen Maiken Fruergaard | Chloe Birch Estelle van Leeuwen      | Amalie Cecilie Kudsk Signe Schulz      |
| Damendoppel  | Natasja P. Anthonisen Maiken Fruergaard | Chloe Birch Estelle van Leeuwen      | Debora Jille Sara Thygesen             |
| Mixed        | Callum Hemming Estelle van Leeuwen      | Rasmus Espersen Amalie Cecilie Kudsk | Jones Ralfy Jansen Thuc Phuong Nguyen  |
| Mixed        | Callum Hemming Estelle van Leeuwen      | Rasmus Espersen Amalie Cecilie Kudsk | Christian Faust Kjær Maiken Fruergaard |